# 담양군 (선거구)
담양군은 대한민국의 옛 국회의원 선거구이다. 당시 전라남도 담양군 지역을 관할했다.

## 역사
제헌 국회의원 선거를 앞두고 담양군 전 지역을 관할하는 선거구로 신설되었다.
제6대 국회의원 선거를 앞두고 장성군 선거구와 통합되면서 담양군·장성군 선거구를 이루게 됨에 따라 폐지되었다.

## 역대 국회의원
| 선거   | 정당 | 정당           | 의원   |
| ------ | ---- | -------------- | ------ |
| 1948년 |      | 조선민족청년단 | 정균식 |
| 1950년 |      | 무소속         | 김홍용 |
| 1952년 |      | 자유당         | 김문용 |
| 1954년 |      | 자유당         | 박영종 |
| 1958년 |      | 자유당         | 국쾌남 |
| 1960년 |      | 민주당         | 김동호 |

## 역대 선거 결과

### 대한민국 제헌 국회의원 선거
|  | 29.90% |

|  | 25.94% |

|  | 25.28% |

|  | 18.85% |

### 대한민국 제2대 국회의원 선거
|  | 24.16% |

|  | 23.87% |

|  | 14.88% |

|  | 12.12% |

|  | 11.32% |

|  | 10.85% |

|  | 2.77% |

|  | 0% |

### 1952년 대한민국 재보궐선거
김홍용 의원의 사망으로 인해 치러진 1952년 대한민국 재보궐선거에서 자유당 김문용 후보가 당선되었다.

### 대한민국 제3대 국회의원 선거
|  | 50.35% |

|  | 22.79% |

|  | 14.80% |

|  | 6.12% |

|  | 3.36% |

|  | 2.55% |

|  | 0% |

|  | 0% |

### 대한민국 제4대 국회의원 선거
|  | 59.20% |

|  | 19.32% |

|  | 11.44% |

|  | 10.02% |

### 대한민국 제5대 국회의원 선거
|  | 28.00% |

|  | 27.26% |

|  | 23.47% |

|  | 15.33% |

|  | 5.91% |

## 같이 보기
- 담양군의 국회의원